# ТЕ114
Тепловоз ТЕ114 — Тепловоз з Електропередачею, вантажопасажирський, спроєктований з розрахунку його експлуатації при температурах навколишнього середовища від -15 до + 50 ° C, з підвищеною запиленістю, зокрема в умовах тропічного клімату.
Тепловози ТЕ114 експортувалися в 1974—1985 до Єгипту, Куби, Сирії, Гвінеї, всього було поставлено 240 локомотивів.

## Історія
1971, з використанням досвіду проєктування і будівництва тепловозів ТЕ109 і 2ТЕ116, Луганський тепловозобудівний завод збудував два дослідні шестивісні однокабінні тепловози капотного типу.
Дослідні тепловози після заводських випробувань працювали в депо Ашхабад Середньоазійської залізниці.
Тепловози виготовлялися переважно на експорт і на залізницях Радянського Союзу працювало 16 локомотивів серії.

## Опис
Кузов тепловоза мав раму, подібну до тепловоза ТЕ109. В нижній частині рами розташовувався паливний бак з нішами для акумуляторної батареї.
Візки безщелепного типу, однакові конструктивно з візками тепловозів ТЕ109 і 2ТЕ116.
Передатне відношення редуктора 17:75=1:4,412.
Шістнадцятициліндровий дизельний двигун 3-5Д49Т2 (16ЧН 26/26) мав однакові розміри з двигуном 1А-5Д49 тепловозів ТЕ109 і 2ТЕ116, але мав номінальну потужність 2800 к.с. (1А-5Д49 — 3000 к.с.) при частоті обертання валу 1000 обертів за хвилину.
Тяговий генератор ГС-501АТ був зміненим для роботи у тропічних умовах генератором ГС-501А тепловозів ТЕ109 і 2ТЕ116.
Двигун і генератор були змонтовані разом в установку 3-9ДГ. Для перетворення змінного трифазного струму у постійний використовувалася установка УВКТ-4Т, виконанана на кремнієвих лавинних вентилях ВЛ200-8 (192 на кожен локомотив).
Тягові електродвигуни ЕД-118Т були зміненими для роботи у тропічних умовах електродвигунами ЕД-118 тепловозів 2ТЕ10В, для чого використовувалися деякі матеріали, придатні для роботи в жаркому кліматі.

## ТЕ114І
Модифікація ТЕ114 для роботи на залізницях Іраку з шириною колії 1435 мм.
Для роботи у тропічному кліматі з високою запиленістю повітря використовувалася спеціальна система очищення повітря, вологостійка ізоляція, антикорозійне покриття і посилена система охолодження.